# Jon Vickers
Jonathan Stewart Vickers, CC (29. října 1926 Prince Albert, Saskatchewan, Kanada – 10. července 2015 Ontario), známý pod uměleckým jménem Jon Vickers, byl kanadský operní pěvec-tenor.

## Život
Narodil se jako šesté z osmi dětí. V roce 1950 získal stipendium ke studiu zpěvu na Královské hudební konzervatoři (The Royal Conservatory of Music) v Torontu. Byl žákem George Lamberta. Profesionálně začal zpívat v Kanadě od poloviny padesátých let. V roce 1957 debutoval v londýnské Royal Opera House v Covent Garden v roli Riccarda ve Verdiho opeře Maškarní ples (Un ballo in maschera). Na této scéně pak v následujících téměř třiceti letech odzpíval stěžejní role světového reprtoáru.
Na Hudebních slavnostech v Bayreuthu vystoupil poprvé v roce 1958 jako Siegmund v opeře Valkýra a jeho první rolí v Metropolitní opeře v New Yorku byl Canio v Komediantech (Pagliacci) Rugger Leoncavalla. V Met pak zpíval 22 sezón, vystoupil v 280 představeních v 17. rolích.
Zpíval na všech hlavních operních scénách světa, v milánské opeře La Scala, v Chicagu, San Franciscu, Vídni i na Salcburském festivalu. Ztvárnil rovněž řadu rolí v hudebních filmech.
V roce 1968 byl vyznamenán Řádem Kanady (Companion of the Order of Canada) nejvyšším státním civilním vyznamenáním a v roce 1998 obdržel za celoživotní dílo Governor General's Performing Arts Award for Lifetime Artistic Achievement, nejvyšší vyznamenání udělované za úspěchy v reprodukčním umění.
Oženil se v roce 1953 s Henriettou Outerbridgeovou. Měli pět dětí. Manželka zemřela v roce 1991. Oženil se znovu v roce 1993 s Judith Stewartovou. Do důchodu odešel v roce 1988. Zemřel 10. července 2015 v Ontariu na Alzheimerovu chorobu.